# Plinthosol

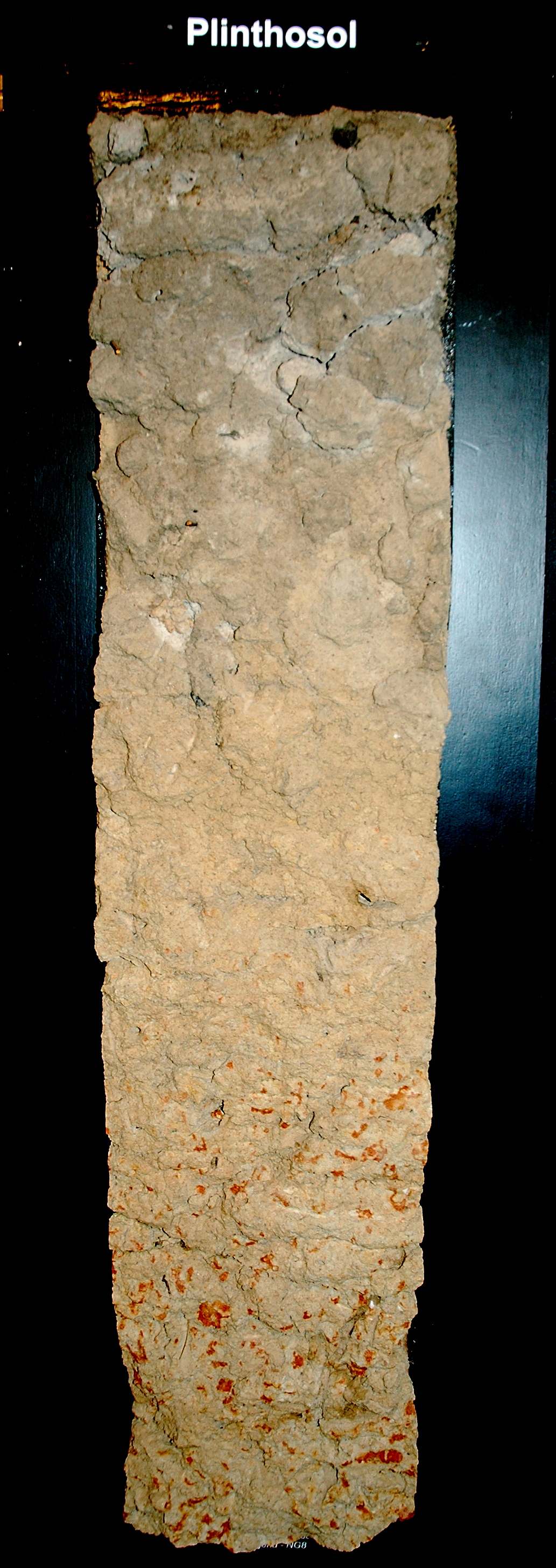
Bodenprofil eines Plinthosol

Plinthosol ist eine der 32 Referenzbodengruppen der World Reference Base for Soil Resources (WRB). Plinthosole sind gekennzeichnet durch hohe Gehalte an Eisenoxiden. Die Anreicherung erfolgt im Verlaufe der Ferrallitisierung. In manchen Fällen kommt noch eine Zufuhr durch aufsteigendes Grundwasser oder Hangzugwasser hinzu. Durch (meist nicht mehr rezente) von Stauwasser ausgelöste Redoxprozesse ergeben sich charakteristische räumliche Muster, vornehmlich in Form von Fe-Oxid-Konkretionen.
Je nach Ausbildung gibt es verschiedene diagnostische Horizonte. Diese Horizonte können weich oder mäßig verhärtet sein (plinthic horizon), zahlreiche einzelne harte Konkretionen oder Bruchstücke eines petroplinthic Horizonts enthalten (pisoplinthic horizon) oder kontinuierlich verhärtet sein (petroplinthic horizon). Plinthic Horizonte werden in einigen Ländern abgebaut, getrocknet und zu Ziegeln (altgriech.: plinthos = Ziegel) verarbeitet, die wiederum zum Bauen von Häusern und Straßen genutzt werden.
Aufgrund der speziellen Bedingungen für die Bodenbildung bedecken Plinthosole kaum größere zusammenhängende Flächen. Am meisten sind sie in den Sommerfeuchten Tropen anzutreffen, gelegentlich auch in den Immerfeuchten Tropen oder in den Subtropen. Reliktisch gibt es sie auch in der gemäßigten Zone, dann oft von neueren Bodenbildungen begraben.
Der geringe Wurzelraum und, im Falle des petroplinthic Horizonts, die Undurchlässigkeit für Wasser lässt kaum Ackerbau zu, bestenfalls kann Forst- oder Weidewirtschaft betrieben werden.